# إنغريد نيوكيرك
إنغريد نيوكيرك (بالإنجليزية: Ingrid Newkirk) هي ناشطة حقوق حيوان أمريكية بريطانية إنجليزية ولدت في يوم 11 يونيو 1949 في سري في المملكة المتحدة، هي رئيسة منظمة بيتا وألتي تعتبر أكبر منظمة مدافعة عن حقوق الحيوان في العالم وألتي أسستها مع أليكس باتشيكو، أصدرت عدة كتب عن أفكارها عن حقوق الحيوان وعن العلاقة اللازمة بين الإنسان والحيوان، تعارض إنغريد القسوة ضد الحيوان وكذلك تعارض إستخدامها للطعام من قبل الإنسان واستخدام جلودها لتدفئة الناس وتعارض أيضاً إستخدامها كأدوات تجارب وترى أن الإنسان يجب أن يكتفي بأكل النباتات، في سنة 1980 ونتيجة لنشاطاتها إختارها سكان العاصمة واشنطن كشصية العام للمدينة.

## روابط خارجية
- إنغريد نيوكيرك على موقع IMDb (الإنجليزية)
- إنغريد نيوكيرك على موقع إن إن دي بي (الإنجليزية)
- إنغريد نيوكيرك على موقع قاعدة بيانات الفيلم (الإنجليزية)